# Sant Valerià de Robers
Sant Valerià és una ermita a l'oest del terme municipal de Lliçà d'Amunt, dins del recinte de la masia de Can Coscó, al peu de l'antic camí ramader de Caldes, per la Creu de Baduell. És inclosa en l'Inventari del Patrimoni Arquitectònic de Catalunya amb el codi IPA: 29033.
La masia és de planta rectangular, amb coberta a dos vessants i carener paral·lel a la façana. El portal i la finestra de la planta baixa són allindanats, de pedra. A la planta pis, hi ha un balcó allindanat de pedra, amb la inscripció de l'any de la construcció: 1571.
L'ermita és de planta rectangular, amb coberta a quatre vessant. La façana és simètrica i acabada amb un ràfec imbricat i d'espadanya damunt de l'eix de la façana. El portal és d'arc pla de pedra, amb un petit treball els cantells i llinda, i tot d'una peça amb inscripcions.

## Història
Sant Valerià de Palaudaries és mencionat per primer cop el 990 al límit nord d'una donació que Ennec Bonfill fa a Sant Cugat d'un alou a Palau-solità
De l'església de Sant Valerià de Robers (o Roberts) hi ha notícies explícites des del segle xiii i fou en el XVI quan es reedificà o potser traslladà al lloc actual.
Durant la guerra de successió l'ermita va quedar força malmesa i, per protegir-la, es va traslladar al seu emplaçament actual. Així, la nova construcció data de principi del segle xviii. L'altar està consagrat a Sant Valerià i Santa Cecília.